# Домшино
Домшино — село в Шекснинском районе Вологодской области.
Входит в состав сельского поселения Домшинского, с точки зрения административно-территориального деления — в Домшинский сельсовет.
Расстояние по автодороге до районного центра Шексны — 32 км, до центра муниципального образования Нестерово — 2 км. Ближайшие населённые пункты — Дор, Кожевниково, Коншево, Митицыно.
По переписи 2002 года население — 12 человек.

## История
Впервые упоминается как сельцо Ермолинское на Довшинских землях в правой грамоте суда вологодского писца Федора Федоровича Липятина Ивану Осколку Иванову сыну Кострова по тяжбе между ним и крестьянином Семеном Макаровым сыном Ермолова о земле сельца Ермолинское, деревни Нестерово и починка Дорок в Вологодском уезде. Правая грамота датируется около 15 августа 1503 г. Из грамоты следует, что согласно распросам старожильцев за 50 лет до этого Довшинские земли принадлежали слободчику Федору Костру. Федор Костер завещал "земли на Довшине Ермолинское" своему сыну Ивану Осколку, а тот в свою очередь своему сыну Ивану, который там поставил сельцо Ермолинское.
Сотная с вологодских писцовых книг Т.А. Карамышова с товарищами на вотчины Прилуцкаго монастыря 1543-1544 гг. упоминает сельцо Ермолинское Домшино в составе монастырских владений: 

Сельцо Ермолинское Домшино, а в нем церковь Никола чюдотворец, да теплая Козма и Демьян, да двор монастырской, да двор попов, а в нем поп Семен; а крестьян монастырских половников: во дворе Павлик Семенов, во дворе Ивашко Есипов, во дворе Нечайко Некрасов, во дворе Исак Обросов, во дворе Олешка Некрасов, во дворе Овдокимко Мужуев, во дворе Истомка Обросимов, во дворе Ермолка Владычен, во дворе Левка Семенов, во дворе Ушак Федоров.  
— Сотная с вологодских писцовых книг Т.А. Карамышова с товарищами на вотчины Прилуцкаго монастыря 1543-1544 гг..